# Медаль «За образцовое поведение» (Португалия)
Медаль «За образцовое поведение» (порт. Medalha de Comportamento Exemplar) — государственная награда Португалии за военную выслугу лет. 

## История
2 октября 1863 года декретом Государственного секретаря по делам войны была учреждена медаль Образцового поведения (порт. Comportamento Exemplar), как третий из трёх классов Военной медали.
Дизайн медали менялся в 1917, 1921, 1946 годах.
28 мая 1946 года, в соответствии с декретом № 35667, медаль стала самостоятельной наградой.

## Положение
Медаль предназначена для награждения военнослужащих за безупречную службу, дисциплину и истинный дух верности.
Медаль состоит из трёх классов. При награждении, вручаемый класс определяется воинским званием награждаемого:
- Золотая – вручается офицерам, послужной стаж которых насчитывает тридцать лет и более эффективной военной службы, в период которой награждаемый никогда не подвергался уголовному или дисциплинарному наказанию и всегда проявлял упорное рвение к служению и высокое чувство добродетели, послушания и военной дисциплины.
- Серебряная – вручается офицерам, послужной стаж которых насчитывает не менее пятнадцати лет, которые никогда не подвергалась уголовному или дисциплинарному наказанию.
- Бронзовая – вручается офицерам, офицерами, сержантами и рядовым, которые завершают шестилетнюю эффективную военную службу и никогда не подвергались уголовному или дисциплинарному наказанию.

| Класс                  | Золотая | Серебряная | Бронзовая |
| Изображение            |         |            |           |
| Постноминальные литеры | MOCE    | MPCE       | MBCE      |
| Планка                 |         |            |           |

## Описание

### Тип с 1863 по 1917 годы

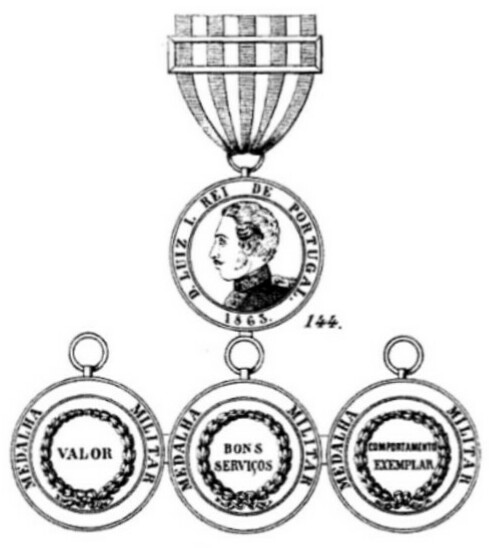
Военная медаль (аверс и реверсы по дивизионам)

Круглая медаль с кольцом для крепления к нагрудной ленте выполненная из металла соответствующего класса.
Аверс - погрудный профильный портрет португальского короля с соответствующей надписью по краю медали (например: «D. LUIZ I. REI DE PORTUGAL. 1863»).
Реверс – в центре в лавровом венке надпись: в две строки «COMPORTAMENTO EXEMPLAR», по краю медали надпись: «MEDALHA MILITAR».

### Тип с 1917 по 1921 годы
Круглая медаль с кольцом для крепления к нагрудной ленте выполненная из металла соответствующего класса.
Аверс – в центре женский погрудный профиль во фригийском колпаке (олицетворение республики. По сторонам от профиля надпись: «REPUBLICA PORTUGUESA». По краю медали венок из лавровых ветвей, перевязанный внизу лентой.
Реверс – в центре в лавровом венке надпись: «COMPORTAMENTO EXEMPLAR», по краю медали надпись: «MEDALHA MILITAR».

### Тип с 1921 по 1946 годы
Круглая медаль с кольцом для крепления к нагрудной ленте выполненная из металла соответствующего класса.
Аверс – в центре женский погрудный портрет в анфас во фригийском колпаке (олицетворение республики), по сторонам от которого надпись: «REPUBLICA» и «PORTUGUESA».
Реверс – чуть сдвинутое в право изображение богини Ники с пальмовой ветвью в руке и трубящей в горн, слева от которой надпись в четыре строки: «MEDALHA / MILITAR / COMPORTAMENTO / EXEMPLAR» и ниже год «1910».

### Тип с 1946 года
Круглая медаль с кольцом для крепления к нагрудной ленте выполненная из металла соответствующего класса.
Аверс в центре несёт средний государственный герб Португалии от которого по окружности справа и слева соответственно надпись: «COMPORTAMENTO» и «EXEMPLAR». По краю медаль окаймлена венком из оливковых листьев с плодами, внизу бант, выходящий за края окружности.
Реверс: по краю медаль окаймлена венком из оливковых листьев с плодами, внизу бант, выходящий за края окружности. В центре из-за края выходящая рука в латах, зажавшая горизонтально положенные меч рукоятью влево и ключ, кольцом вправо. Выше руки гербовой щит с малыми щитами и безантами. По окружности надпись: «PORTUGUES NOS FEITOS E NAPLEALDADE».
Медаль при помощи кольца крепится к нагрудной ленте.
Лента медали шёлковая муаровая зелёного цвета с четырьмя равновеликими белыми полосками. На ленту золотого и серебряного классов крепится накладка в виде среднего государственного герба из металла соответствующего классу.